# 派森贝格
派森贝格是德国巴伐利亚州的一个市镇。总面积32.68平方公里，总人口12514人，其中男性6070人，女性6444人（2011年12月31日），人口密度383人/平方公里。

## 友好城市
- 法國 圣布雷万莱潘